# 馬渕繁治
馬渕 繁治（まぶち しげはる、英表記: Shigeharu Mabuchi、1966年10月15日 - ）は、笠松競馬の森山英雄厩舎に所属する騎手。

## 来歴
1984年に上山競馬場でデビュー。上山競馬が廃止された後、2004年にホッカイドウ競馬に移る。2023年4月1日付けでホッカイドウ競馬・佐藤英明厩舎から笠松競馬場・森山英雄厩舎に移籍した。
2023年10月13日の第10回笠松競馬4日目、第6競走において「メイショウヒエイ号」（森山英雄きゅう舎）で勝利し、地方競馬通算1000勝を達成。

## 競走戦績・主な勝ち鞍
主な戦績は下記のとおり。
- 初騎乗 - 1984年4月29日 上山 キタノコウセー号
- 初勝利 - 1984年5月6日 上山 プロントエース号 (19戦目)
- 500勝 - 1997年9月7日 上山 ユーアザグレート号 (4,291戦目)
- 1000勝 - 2023年10月13日 笠松 メイショウヒエイ号 (11,974戦目)
- 1997年8月16日 - 上山 第25回 上山グランプリ日本海記念 イチヤ号
- 1998年7月20日 - 上山 第16回 上山城大賞典 コマノサンシャイン号
- 2001年12月2日 - 上山 第29回 若竹賞 ホマレリクオー号
- 2008年7月10日 - 旭川 第8回 華月賞 ダイバクフ号

## 主な騎乗馬
主な騎乗馬は下記のとおり。
- エイシンバランサー
- キタノコウセー
- プロントエース
- メイショウヒエイ
- ユーアザグレート

## インタビュー
1000勝を達成した際には、「感謝しかないですね。森山先生、厩舎のスタッフの皆さん、馬主さんにですね。あと、競馬場の方々も努力してくださって」と述べた。また、デビュー40周年については、　「森山先生が『来てもいいよ』ということだったんで、それで来させてもらったんです。面倒を見てもらって。前に来たとき、お世話になった田口さんから『森山さんに頼んでやるよ』と言われていたんです。森山先生の息子さんが厩務員をやっていて、厩舎の馬に乗って勝たせてもらっていた頃からの縁で、ありがたいことです」と感謝の言葉を述べた。
1000勝達成セレモニーでは、大きな区切りを達成し「とにかくうれしかったですね。森山先生に感謝です。冷静に乗っていける騎手になりたいし、与えられた馬をより一層走らせられるように頑張りたいです。やれるところまでやるので、これからもよろしくお願いします」と意欲を語った。スタンド前は温かい拍手に包まれ、節目の勝利を祝った。詰め掛けた多くのファンには、馬渕騎手と森山厩舎から1000勝達成の記念品として、ゴールシーンのクリアファイルがプレゼントされた。馬渕騎手は色紙にサインをしたり、記念写真にも笑顔で応えてファンとの交流を深めていた。